# Les Raisons du cœur (film, 1997)
Pour l’article homonyme, voir Les Raisons du cœur.
Pour plus de détails, voir Fiche technique et Distribution.
Les Raisons du cœur (Flammen im Paradies) est un film suisso-allemano français réalisé par Markus Imhoof et sorti en 1997.
Ce film tourné en langue française, est basé sur des souvenirs personnels du réalisateur, les journaux intimes de sa grand-mère.

## Synopsis
Georgette est en voyage de noces sur un bateau à vapeur, où elle fait la connaissance d'Esther, promise à un homme qu'elle ne connaît pas. Lors d'une escale Georgette prend la place d'Esther

## Fiche technique
- Titre original : Flammen im Paradies
- Réalisation : Markus Imhoof
- Scénario : Jacques Akchoti, Markus Imhoof, Judith Kennel
- Production :   Ciné Manufacture, Fl.im.Pa. Filmproduktion, Markus Imhoof Film, Aathal
- Photographie : Lukas Strebel
- Son : Éric Vaucher
- Musique : Bruno Coulais
- Montage : Jacques Comets
- Durée : 105 minutes
- Dates de sortie: 
  - 10 décembre 1997 ( France)
  - 11 mars 1999 ( Allemagne)

## Distribution
- Élodie Bouchez : Georgette / Juliette
- Heinz Bühlmann : Robert Oppliger
- Laurent Grévill : Gustav
- Geeta Naïr : Hosiannah
- Lydia Schönfeld
- Swetlana Schönfeld   : Helga Oppliger
- Sylvie Testud : Esther
- Bruno Todeschini : Philipp Braun
- Lauren Walker

## Distinctions
- 1997 : Markus Imhoof nommé lors de l'AFI Fest[3]